# Skia
Skia（スキア）とは、Googleが開発している、C++で書かれたクロスプラットフォームかつオープンソースの2次元コンピュータグラフィックスライブラリ。元々Skia inc.が開発していたが、2005年にGoogleに買収された。買収後、修正BSDライセンスとしてオープンソースのライブラリとなった。
SkiaはMozilla Firefox、Google Chrome、Android、ChromeOS、Blinkなどでも使われている。
CPUによるソフトウェアレンダリングの他、OpenGLやVulkanによるGPUハードウェアアクセラレーションもサポートし、PDFおよびXPSへの出力も可能。
.NET Frameworkを含む.NETプラットフォーム向けのクロスプラットフォームなバインディングとしてSkiaSharpが存在する。SkiaSharpはXamarin.Formsで使われているほか、後継の.NET MAUIでも使われている。